# Goera bicuspidata
Goera bicuspidata är en nattsländeart som beskrevs av Yang och Armitage 1996. Goera bicuspidata ingår i släktet Goera och familjen grusrörsnattsländor. Inga underarter finns listade i Catalogue of Life.